# Laniocera hypopyrra
Laniocera hypopyrra là một loài chim trong họ Tityridae.
Loài này theo truyền thống được đặt trong họ Cotingidae, nhưng bằng chứng đã cho thấy rõ ràng rằng loài này nên đặt trong họ Tityridae, nơi mà hiện nay được đặt bởi SACC. Loài này được tìm thấy ở Bolivia, Brazil, Colombia, Ecuador, Guiana thuộc Pháp, Guyana, Peru, Suriname, và Venezuela. Môi trường sống tự nhiên của chúng là rừng ẩm vùng đất thấp nhiệt đới hoặc cận nhiệt đới.
Chim non có bộ lông và cách di chuyển trông như loài sâu bướm độc.